# Mesa del Congreso de los Diputados

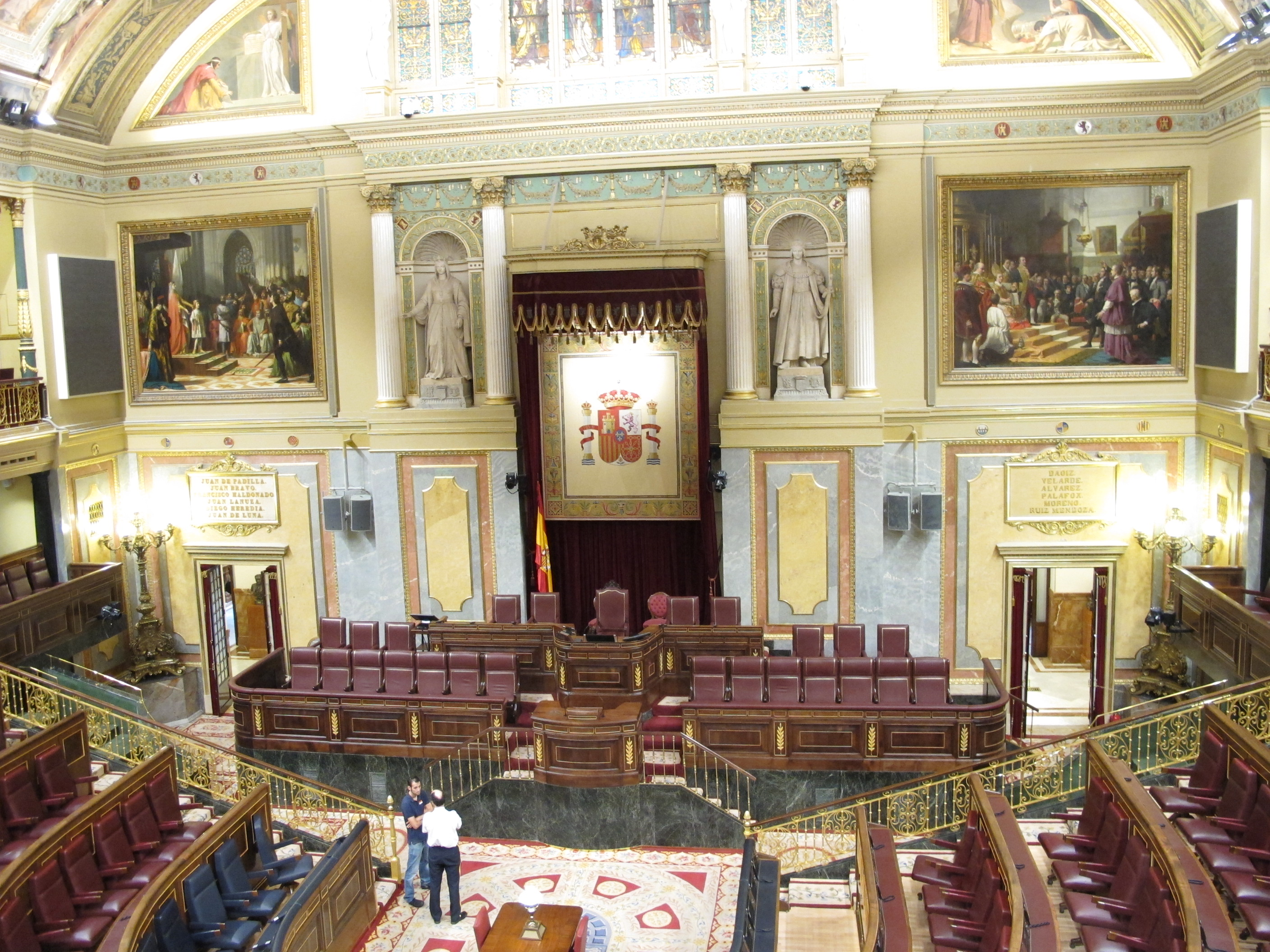
Vista de la presidencia de la Cámara Baja, donde se sientan los miembros de la Mesa.

La Mesa del Congreso de los Diputados es el órgano rector y de representación colegiada del Congreso de los Diputados, la Cámara Baja de las Cortes Generales de España.
Está presidida, dirigida y coordinada por el presidente del Congreso, y la integran cuatro vicepresidentes y cuatro secretarios, que son elegidos por el Pleno durante la sesión constitutiva del Congreso, al inicio de cada legislatura.
Sus funciones, composición y elección de miembros están reguladas por el reglamento del Congreso de los Diputados.

## Composición actual
Mesa del Congreso de los Diputados

| Cargo                  | Titular                                   | Lista |
| ---------------------- | ----------------------------------------- | ----- |
| Presidenta             | Francina Lluc Armengol Socías             | PSOE  |
| Vicepresidente primero | Alfonso Rodríguez Gómez de Celis          | PSOE  |
| Vicepresidente segundo | José Antonio Bermúdez de Castro Fernández | PP    |
| Vicepresidenta tercera | Esther Gil de Reboleño Lastortres         | Sumar |
| Vicepresidenta cuarta  | Marta González Vázquez                    | PP    |
| Secretario primero     | Gerardo Pisarello Prados                  | Sumar |
| Secretaria segunda     | Isaura Leal Fernández                     | PSOE  |
| Secretario tercero     | Guillermo Mariscal Anaya                  | PP    |
| Secretaria cuarta      | Carmen Navarro Lacoba                     | PP    |

## Elección
La composición de la Mesa del Congreso de los Diputados se elige durante la sesión constitutiva del Congreso de los Diputados. Para la elección del presidente, cada diputado escribe un solo nombre en la papeleta. Resulta elegido el que obtiene el voto de la mayoría absoluta de los miembros de la Cámara. Si ninguno obtiene en primera votación dicha mayoría, se repite la elección entre los que han alcanzado las dos mayores votaciones y resulta elegido el que obtiene más votos. Los cuatro vicepresidentes se eligen simultáneamente. Cada diputado escribe un solo nombre en la papeleta y resultan elegidos, por orden sucesivo, los cuatro que obtienen mayor número de votos. En la misma forma son elegidos los cuatro secretarios. Si en alguna votación se produce empate, se celebran sucesivas votaciones entre los candidatos igualados en votos hasta que el empate queda dirimido.

## Funciones
A la Mesa del Congreso le corresponden las siguientes funciones:
- Adoptar cuantas decisiones y medidas requieran la organización del trabajo y el régimen y gobierno interiores de la Cámara.
- Elaborar el proyecto de presupuesto del Congreso de los Diputados, dirigir y controlar su ejecución y presentar ante el Pleno de la Cámara, al final de cada ejercicio, un informe acerca de su cumplimiento.
- Ordenar los gastos de la Cámara.
- Calificar los escritos y documentos de índole parlamentaria, así como declarar la admisibilidad o inadmisibilidad de los mismos.
- Decidir la tramitación de todos los escritos y documentos de índole parlamentaria, de acuerdo con el reglamento.
- Programar las líneas generales de actuación de la Cámara, fijar el calendario de actividades del Pleno y de las Comisiones para cada período de sesiones y coordinar los trabajos de sus distintos órganos, todo ello previa audiencia de la Junta de Portavoces.
- Cualesquiera otras que le encomiende el Reglamento y las que no estén atribuidas a un órgano específico.

## Histórico de composiciones
| Leg.   | Fecha de constitución | Presidente                                     | Vicepresidentes | Secretarios |
| ------ | --------------------- | ---------------------------------------------- | --- | --- |
| Const. | 14-07-1977            | - Fernando Álvarez de Miranda y Torres (UCD)   | - Luis Gómez Llorente (PSOE) - Jesús Esperabé de Arteaga González (UCD) - María Victoria Fernández-España y Fernández-Latorre (AP) - Ignacio Gallego Bezares (PCE)                      | - José Luis Ruiz-Navarro Gimeno (UCD) - Francisco Soler Valero (UCD) - Pablo Castellano Cardalliaguet (PSOE) - Rafael Escuredo Rodríguez (PSOE)                                                                                                |
| I      | 23-03-1979            | - Landelino Lavilla Alsina (UCD)               | - Modesto Fraile Poujade (UCD) - Emilio Attard Alonso (UCD) - Luis Gómez Llorente (PSOE) - María Victoria Fernández-España y Fernández-Latorre (AP) - Ignacio Gallego Bezares (PCE)     | - Víctor Manuel Carrascal Felgueroso (UCD) - María Izquierdo Rojo (PSOE) - Leopoldo Torres Boursault (PSOE) - Soledad Becerril Bustamante (UCD) - Luis de Grandes Pascual (UCD) - Leopoldo Torres Boursault (PSOE) - José Bono Martínez (PSOE) |
| II     | 19-11-1982            | - Gregorio Peces-Barba Martínez (PSOE)         | - Leopoldo Torres Boursault (PSOE) - Antonio Carro Martínez (AP) - Josep Verde i Aldea (PSOE) - José Miguel Bravo de Laguna Bermúdez (UCD)                                              | - Ciriaco de Vicente Martín (PSOE) - María Victoria Fernández-España y Fernández-Latorre (AP) - José Manuel Pedregosa Garrido (PSOE) - Josep Maria Trias de Bes (CiU)                                                                          |
| III    | 15-07-1986            | - Félix Pons Irazazábal (PSOE)                 | - Leopoldo Torres Boursault (PSOE) - Antonio Carro Martínez (AP) - Francisco Granados Calero (PSOE) - José Ramón Caso García (CDS)                                                      | - Ramón Arturo Vargas-Machuca Ortega (PSOE) - José Manuel Paredes Grosso (GMX) - Irma Simón Calvo (PSOE) - Josep Maria Trias de Bes (CiU) |
| IV     | 21-11-1989            | - Félix Pons Irazazábal (PSOE)                 | - Juan Muñoz García (PSOE) - Federico Trillo-Figueroa Martínez-Conde (PP) - Joan Marcet i Morera (PSOE) - Josep Maria Trias de Bes (CiU)                                                | - Ramón Arturo Vargas-Machuca Ortega (PSOE) - Juan Carlos Aparicio Pérez (PP) - María Dolores Pelayo Duque (PSOE) - José Luis Núñez Casal (IU)                                                                                                 |
| V      | 29-06-1993            | - Félix Pons Irazazábal (PSOE)                 | - José Vicente Beviá Pastor (PSOE) - Federico Trillo-Figueroa Martínez-Conde (PP) - Josep López de Lerma i López (CiU) - Luis Ramallo García (PP)                                       | - Milagros Frías Navarrete (PSOE) - Juan Carlos Aparicio Pérez (PP) - Luisa Fernanda Rudi Ubeda (PP) - Emilio Olabarría Muñoz (PNV) |
| VI     | 27-03-1996            | - Federico Trillo-Figueroa Martínez-Conde (PP) | - Enrique Fernández-Miranda y Lozana (PP) - Joan Marcet i Morera (PSOE) - Ramón Companys Sanfeliu (CiU) - Josep López de Lerma i López (CiU) - José Vicente Beviá Pastor (PSOE)         | - María Bernarda Barrios Curbelo (PP) - Pedro Antonio Ríos Martínez (IU) - Carmen del Campo Casasús (PSOE) - Joxe Joan González de Txabarri Miranda (PNV)                                                                                      |
| VII    | 05-04-2000            | - Luisa Fernanda Rudi Úbeda (PP)               | - Francisco Enrique Camps Ortiz (PP) - Margarita Mariscal de Gante Mirón (PP) - Amparo Rubiales Torrejón (PSOE) - Soledad Becerril Bustamante (PP) - Josep López de Lerma i López (CiU) | - Joan Oliart i Pons (PSOE) - José Antonio Bermúdez de Castro Fernández (PP) - Gabriel Mato Adrover (PP) - María Jesús Sainz García (PP) - Presentación Urán González (IU)                                                                     |
| VIII   | 02-04-2004            | - Manuel Marín González (PSOE)                 | - Carme Chacón Piqueras (PSOE) - Carmen Calvo Poyato (PSOE) - Jordi Vilajoana Rovira (CiU) - Gabriel Cisneros Laborda (PP) - José Joaquín Martínez Sieso (PP) - Ignacio Gil Lázaro (PP) | - María Jesús Sainz García (PP) - Celia Villalobos Talero (PP) - Jaime Javier Barrero López (PSOE) - Isaura Navarro Casillas (IU) |
| IX     | 01-04-2008            | - José Bono Martínez (PSOE)                    | - Teresa Cunillera i Mestres (PSOE) - Ana María Pastor Julián (PP) - Jorge Fernández Díaz (PP) - Jordi Jané i Guasch (CiU)                                                              | - Jaime Javier Barrero López (PSOE) - José Ramón Beloki Guerra (PNV) - Ignacio Gil Lázaro (PP) - Celia Villalobos Talero (PP) |
| X      | 13-12-2011            | - Jesús Posada Moreno (PP)                     | - Celia Villalobos Talero (PP) - Jaime Javier Barrero López (PSOE) - Dolors Montserrat Montserrat (PP) - Jordi Jané i Guasch (CiU)                                                      | - Ignacio Gil Lázaro (PP) - María del Carmen Silva Rego (PSOE) - Teresa Cunillera i Mestres (PSOE) - Santiago Cervera Soto (PP) - Teófilo de Luis Rodríguez (PP)                                                                               |
| XI     | 13-01-2016            | - Patxi López Álvarez (PSOE)                   | - Celia Villalobos Talero (PP) - Micaela Navarro Garzón (PSOE) - María Gloria Elizo Serrano (Podemos) - Rosa María Romero Sánchez (PP)                                                  | - Alicia Sánchez-Camacho Pérez (PP) - José Ignacio Prendes Prendes (Cs) - Patricia Isaura Reyes Rivera (Cs) - Marcelo Expósito Prieto (Podemos)                                                                                                |
| XII    | 19-07-2016            | - Ana María Pastor Julián (PP)                 | - José Ignacio Prendes Prendes (Cs) - Micaela Navarro Garzón (PSOE) - Rosa María Romero Sánchez (PP) - María Gloria Elizo Serrano (Unidos Podemos)                                      | - Alicia Sánchez-Camacho Pérez (PP) - Juan Luis Gordo Pérez (PSOE) - Marcelo Expósito Prieto (Unidos Podemos) - Patricia Isaura Reyes Rivera (Cs)                                                                                              |
| XIII   | 21-05-2019            | - Meritxell Batet (PSOE)                       | - Gloria Elizo (Unidas Podemos) - Alfonso Rodríguez Gómez de Celis (PSOE) - Ana Pastor Julián (PP) - Ignacio Prendes (Cs)                                                               | - Gerardo Pisarello Prados (Unidas Podemos) - Sofía Hernanz (PSOE) - Adolfo Suárez Illana (PP) - Patricia Isaura Reyes Rivera (Cs) |
| XIV    | 03-12-2019            | - Meritxell Batet (PSOE)                       | - Alfonso Rodríguez Gómez de Celis (PSOE) - Ana Pastor Julián (PP) - Gloria Elizo (Unidas Podemos) - Ignacio Gil Lázaro (Vox)                                                           | - Gerardo Pisarello Prados (Unidas Podemos) - Sofía Hernanz (PSOE) - Javier Sánchez Serna (Unidas Podemos) - Adolfo Suárez Illana (PP) Carmen Navarro Lacoba (PP) (sustituta)                                                                  |
| XV     | 17-08-2023            | - Francina Armengol (PSOE)                     | - Alfonso Rodríguez Gómez de Celis (PSOE) - José Antonio Bermúdez de Castro (PP) - Esther Gil de Reboleño (Sumar) - Marta González Vázquez (PP)                                         | - Gerardo Pisarello Prados (Sumar) - Isaura Leal Fernández (PSOE) - Guillermo Mariscal Anaya (PP) - Carmen Navarro Lacoba (PP) |